# Conseil de coalition de la révolution islamique d'Afghanistan
Le Conseil de coalition de la révolution islamique d'Afghanistan, parfois surnommé les Huit de Téhéran, était une union politique de moudjahidines afghans chiites , principalement du groupe ethnique Hazara, pendant la guerre soviéto-afghane. Ils étaient soutenus par l'Iran, d'où le nom de Huit de Téhéran.
Les Huit de Téhéran étaient principalement actifs dans la région du Hazaradjat, au centre de l'Afghanistan, et combattaient contre le gouvernement communiste du PDPA et les troupes soviétiques qui le soutenaient. Il constituait la deuxième plus grande force de résistance de la guerre, après les principaux moudjahidines afghans (également appelés les « Sept de Peshawar »), qui étaient une alliance sunnite.
Les Huit de Téhéran ont été formés en décembre 1987 avec la participation directe de l’État iranien, après des années de lutte entre factions au sein du Hazaradjat. En 1989, ils furent réunis en un seul parti, le Hezb-e Wahdat, à l'exception du Hezbollah afghan.

## Les huit factions
Les organisations afghanes suivantes composaient les Huit de Téhéran, toutes basées en Iran :
- Hezbollah afghan – dirigé par Qari Ahmad Ali Ghordarwazi

- Sazman-i Nasr (également connue sous le nom d'Organisation islamique de la victoire en Afghanistan) – dirigée par Muhammad Hussein Sadiqi, Abdul Ali Mazari et Shaykh Shafak.

- Gardiens de la révolution islamique d'Afghanistan – dirigé par Cheikh Akbari, Mohsen Rezai et des Sapahe Pasdaran.

- Le Mouvement islamique d’Afghanistan – dirigé par Muhammad Asif Muhsini et Shaykh Sadeq Hashemi. Membre des Huit de Téhéran, il a rejoint le Hezb-e Wahdat , qui se voulait un front politique chiite uni, mais s'en est rapidement retiré.

- Conseil révolutionnaire de l'unité islamique d'Afghanistan , également connu sous le nom de parti Choura – dirigé par Sayeed Ali Beheshti et Sayeed Djagran.

- Mouvement de la révolution islamique – dirigé par Nasrullah Mansur.

- Union des combattants islamiques – dirigée par Mosbah Sade, un dirigeant Hazara de Bamian.

- Parti Raad (« Tonnerre ») – dirigé par Shaykh Sayeed Abdul Jaffar Nadiri , Muhammad Hazai Sayeed Ismail Balkhee.